# Aleksa Petrov
Pour les articles homonymes, voir Petrov.
Aleksa Petrov (en langue russe : Алекса Петров) est un peintre d'icônes russe de la fin du XIIIe siècle, auteur de l'icône représentant Nicolas Lipenski pour l'église Saint-Nicolas sur la Lipna près de Veliki Novgorod.

## Éléments biographiques
Son nom est connu ainsi que l'année de réalisation de l'icône en 1294 par des inscriptions sur les polés de l'icône. Ces renseignements sont d'ailleurs reproduits dans la chronique de Novgorod III. L'iconographie du saint est basée sur la tradition byzantine. Le dessin romain des vêtements et des ornements permet de considérer que Aleksa Petrov était en rapport avec l'art de l'Europe de l'Ouest.